# HP-45
HP-45 はヒューレット・パッカードによって発売された2番目の関数電卓であり、HP-35の機能を拡張したものであった。HP-45 は 1973年 に希望小売価格 $395 で発売された (2023年時点の$2,711と同等) 。特に注目に値することは、シフトキーを先駆的に追加したことである。シフトキーはそれ以外のキーに追加機能を与えた。
この電卓のコード名は Wizard  である。電卓にコード名が使われた最初の事例であった。
HP-45 はイースターエッグも搭載した。それはユーザーにあまり正確ではないストップウォッチモードを利用することを可能にした 。正確なストップウォッチモードは、HP-45 の後継である HP-55（1975年発売）で正式な機能とされた。

HP-45 のディスプレイ。隠されたタイマーが00時00分07秒と58/100秒を表示している。
| HP-45 の機能 | HP-45 の機能 |
| ------------ | --- |
| 算術         | +, −, ×, ÷ |
| 三角関数     | sin, sin-1, cos, cos-1, tan, tan-1 (デグリー、ラジアン、グラード)                                                                         |
| 対数         | log10x, 10x, logex, ex |
| 変換         | デグリー、ラジアン、グラード ↔ 度分秒 直交座標 ↔ 極座標 単位変換: cm/inch, kg/lb, ltr/gal                                                 |
| その他       | 1/x, √x, x2, yx, n!, %, Δ%, π, ベクトル計算, レジスタ計算 統計計算（平均と標準偏差） 固定小数点と指数表示モード。0〜9の小数位で四捨五入。 |

## エミュレーター
いくつかの個人と企業は HP-45 のソフトウェアエミュレーターを開発した。
Nonpareil, high-fidelity simulator for calculatorsHP-45 だけでなく他の機種もエミュレートする。GNU General Public License (GPL)の下でライセンスされる。Microsoft Windows で利用可能。
HP-45 EmulatorJavaで書かれた HP-45 のエミュレーターである。GPL 3の下でライセンスされる。Android と Symbian で利用可能。
HP-45 Windows Phone 7 AppWindows Phone 7 用のエミュレーター
HP-45 Emulator in JavaScriptウェブブラウザ上でオリジナルを正確にシミュレーションするために HP-45 の ROM を JavaScript へ変換した。